# Église Notre-Dame-des-Mineurs de Waziers
L'église Notre-Dame-des-Mineurs est située à Waziers, dans le quartier de la Clochette. Elle est classée aux monuments historiques par arrêté du 8 mars 2010 et classée depuis le 30 juin 2012 au patrimoine mondial de l'Unesco.
Sous l'influence du prêtre polonais François Wojtyla, cousin de Jean-Paul II, l'archidiocèse de Cambrai cède la gestion de l'église à l'association de sauvegarde de l'église Notre-Dame-des-Mineurs de Waziers en 2001 ; dès lors, l'église reprend vie, puis est rénovée. Elle est propriété d'une association diocésaine.

## Architecture
L'église de Waziers est située au centre de la commune, la Compagnie des mines d'Aniche ayant fait construire une grande église pour les Polonais venus travailler dans les années 1920 dans les mines autour de Waziers.
Cette église marque le cœur de la cité. Louis Marie Cordonnier  et son fils Louis-Stanislas font ériger une église dont l'intérieur rappelle les galeries d'une mine. L'édifice est long de soixante mètres et large de vingt mètres. Mille cinq cents personnes peuvent s'y asseoir. Les travaux commencent en 1923 et l'église est bénie en avril 1927 par l'archevêque de Cambrai
,.
« L'église Notre-Dame des Mineurs fut réalisée sur les plans de l'architecte Louis Marie Cordonnier et de son fils Louis-Stanislas. Il va adopter une typologie radicalement innovante. Il s'agit d'un immense vaisseau unique, très éclairé, porté par de grands arcs en béton. Le clocher est tronqué, crénelé, avec une petite flèche très effilée et une partie inférieure plus traditionnelle. L'église structure l'ensemble des trois cités, Notre-Dame, la Clochette et Berce-Gayant, regroupées sous l'appellation de Cité de la Clochette, après la destruction de la Cité Notre-Dame. L'édifice est d'apparence très sobre et massif avec des décors de brique, à la fois à l'extérieur et à l'intérieur. L'ensemble du mobilier est conservé. Il se compose d'autels en pierre blanche, incrustés de mosaïque de différents tons. La chaire est dotée d'éléments décoratifs qui évoquent le vocabulaire traditionnel de l'artisanat polonais. Des éléments de mosaïque sont également visibles sur les fonts baptismaux, les candélabres et les crucifix. Les vitraux sont d'une grande simplicité, de même que le mobilier de la sacristie, dessiné par Cordonnier. ».

### La symbolique du nombre 3

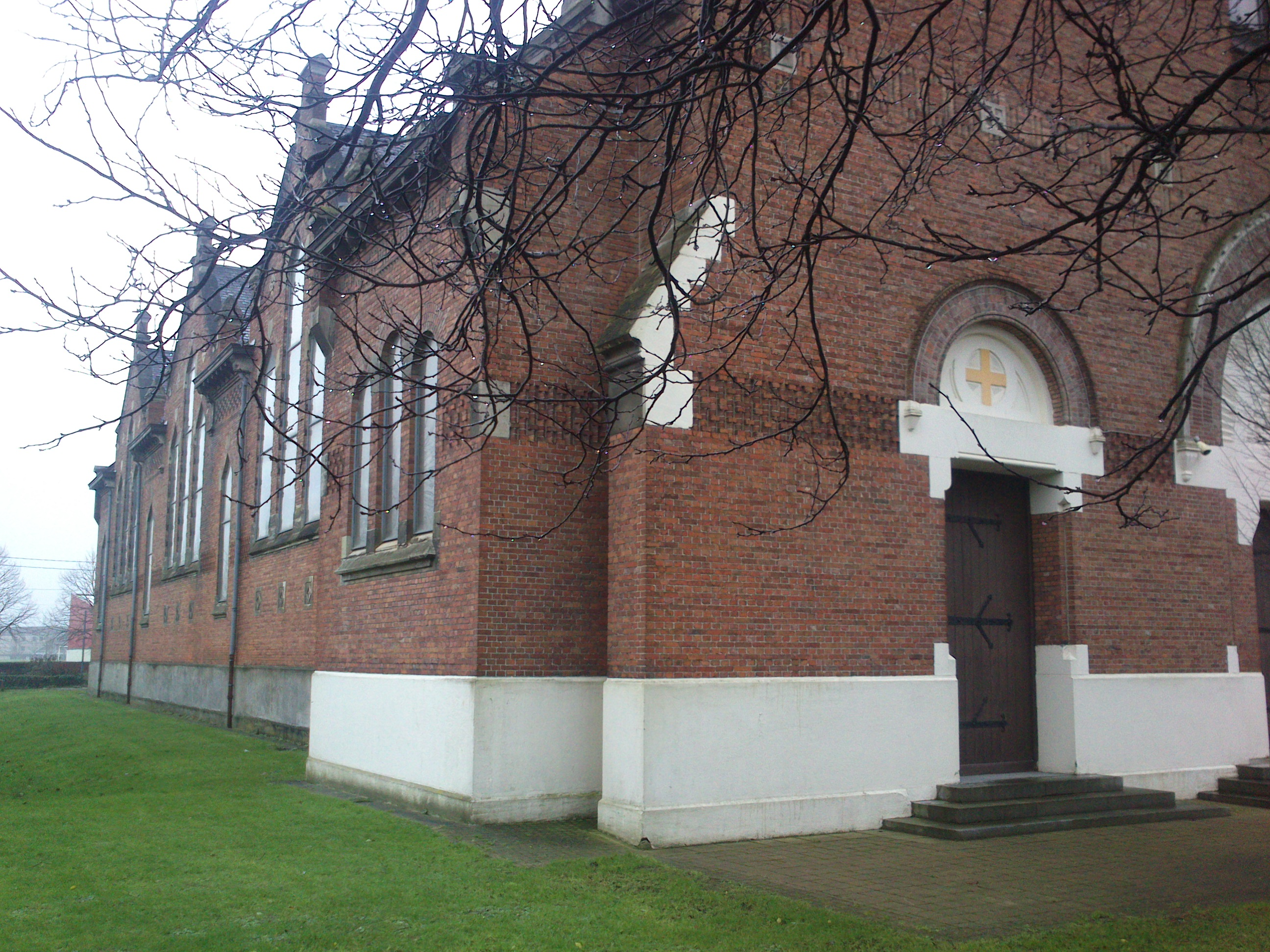
Église Notre-Dame-des-Mineurs de Waziers, côté

Le 3 est très représenté dans l'architecture du bâtiment. Trois marches permettent l’accès aux trois portes en façade avant, surmontées de trois vitraux élancés ; sur les deux pignons latéraux, trois pointes de pignons surmontant chacun trois vitraux ; sur les quatre faces du clocher, trois colonnades d'abat-son.
L'église est au centre de trois cités : la cité Notre-Dame, la Clochette et Berce-Gayant.
La symbolique du 3 représente ici la Trinité.
La symbolique de la Trinité, ou Sainte-Trinité, dans le christianisme, est le dogme du Dieu unique en trois personnes : le Père, le Fils et le Saint-Esprit, égaux, participant d'une même essence divine et pourtant fondamentalement distincts.

## Les reliques

### Les reliques de Jean XXIII
En bonne place devant le maître-autel, sont présentés :
- un crucifix béni en 1946 par Mgr Angelo Roncalli qui deviendra en 1958 pape sous le nom de Jean XXIII. « Les carmélites offrent à la paroisse St-Jean XXIII une croix bénie par Mgr Angelo Roncalli »[4] ;
- une calotte reçue du pape Jean XXIII.

Avant le concile, les délégations reçues à l'audience pontificale joignaient parfois une calotte aux cadeaux déposés en hommage au Saint-Père. Celui-ci la coiffait quelques instants avant de la restituer. La calotte exposée a été reçue du Pape Jean XXIII, par Sr Henriette D., franciscaine missionnaire de Notre-Dame. Plus tard, elle l'a à son tour offerte à son petit-cousin domicilié dans la paroisse Saint-Jean XXIII, lorsqu'il est devenu prêtre.

### Reliquaire de saint Jean-Paul II

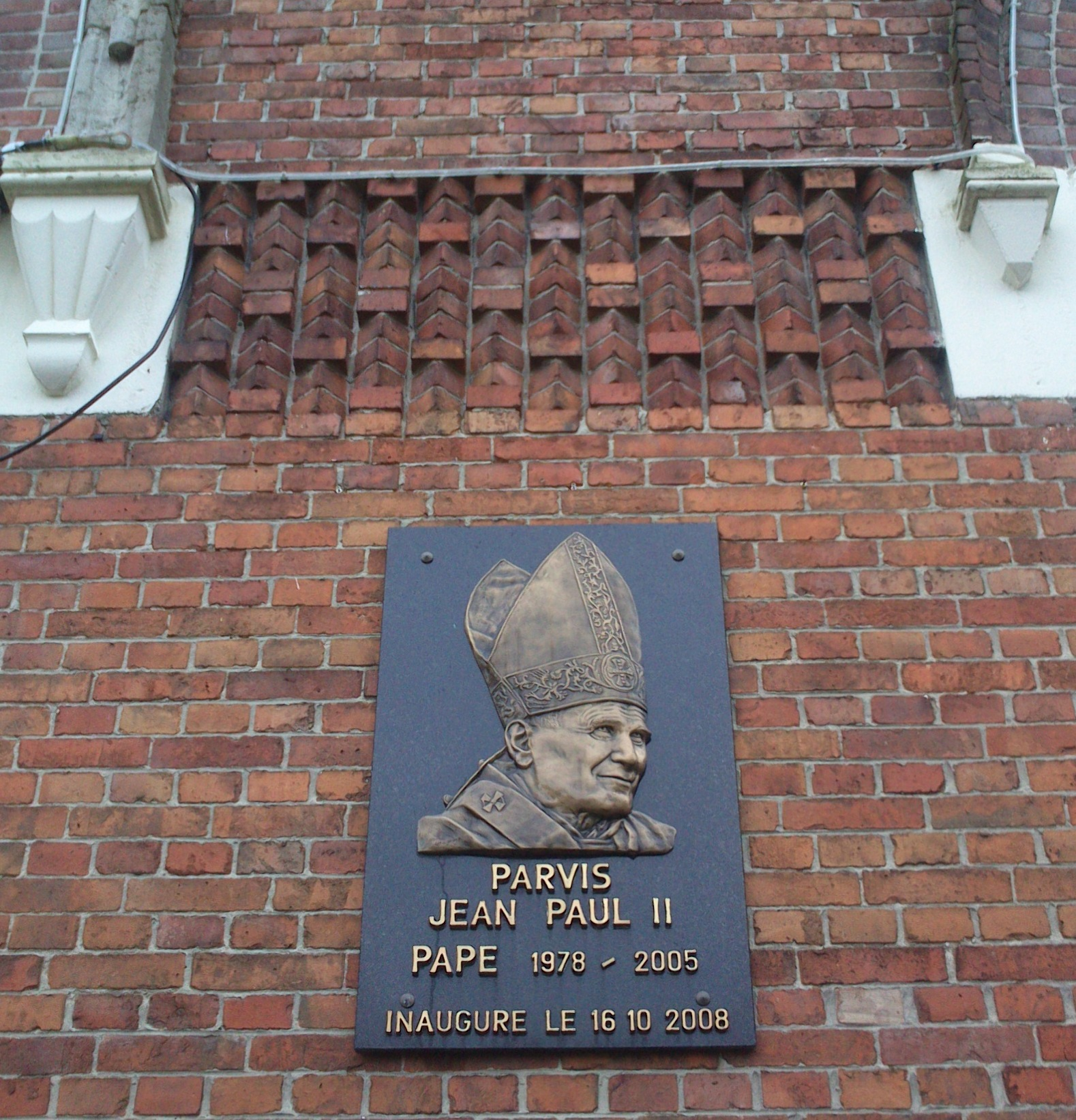
Église Notre-Dame-des-Mineurs de Waziers - le parvis Jean-Paul II

#### Pourquoi Waziers
« Mais pourquoi Waziers, petit village inconnu du Douaisis de 7 700 habitants ? Si l’église Notre-Dame-des-Mineurs accueille une relique du pape, c’est en grande partie parce que le lieu de culte concerne la communauté polonaise. Une autre raison a sans doute pesé, car Waziers vit une particularité depuis trente ans : son prêtre, polonais, s’appelle… François Wojtyla ! Le même nom que le pape, né Karol Wojtyla. Normal puisque les deux sont petits-cousins, leurs grands-pères étant frères !
François Wojtyla est arrivé à Waziers en 1981, alors qu’il devait se rendre au… Cameroun. Il s’était arrêté quelques jours à Vaudricourt sur la route de l’Afrique, car la communauté polonaise y avait un séminaire. C’est alors que le prêtre de Waziers meurt, un appel est lancé pour trouver un prêtre polonais. Depuis, il n’a plus quitté les lieux et ne pense pas rentrer un jour en Pologne. « Cette église, je l’aime… », confie-t-il pudiquement, en polonais car il n’est pas très à l’aise avec la langue française. Que va changer la relique pour lui ? « Aujourd’hui, Jean-Paul II joue encore un rôle, il devient notre intermédiaire entre Dieu et nous. On peut le prier pour être exaucé » »,

#### La relique
La relique arrive quelques jours avant le 4 mai 2014, mais dans la plus grande discrétion, pour éviter les vols,.
La relique de Jean-Paul II est un morceau imprégné du sang de la soutane que portait le pape lors de la tentative d'assassinat contre lui par Mehmet Ali Ağca à Rome. Le tissu est conservé dans une capsule placée dans un ostensoir qui sera posé derrière l’autel, sous le vitrail principal, dans un dais sculpté. La demande a été faite il y a plus d’un an, dans l’éventualité de la canonisation du pape. La communauté a appris, quelques mois plus tard, que sa demande était acceptée, et que l'église Notre-Dame-des-Mineurs serait le premier lieu de culte, à recevoir, juste après la canonisation à Rome, un tel trésor.
Une célébration avec présentation de la relique se déroule le 2 de chaque mois à 15 heures.

## Waziers: de chapelles en église
« Dès avant l'année 1123, l'abbaye de Marchiennes avait dans le village de Waziers une dîme et un terrage. Vers cette époque, elle céda sa dîme au chapitre de Saint-Pierre de Douai. Pour l'exercice de sa juridiction, elle avait à Waziers un majeur héréditaire qui tenait en fief la mairie dudit lieu. Le chapitre de Saint-Pierre de Douai possédait déjà l'autel de Sainte-Rictrude de Waziers quand l'évêque d'Arras en 1125 l'affranchit de certaines redevances ecclésiastiques, ce chapitre le conserva jusqu'à la Révolution.
Au temps du comte Baudouin de Lille (1034-1067), l'église Sainte-Rictrude de Waziers fut miraculeusement sauvée des flammes. L'an 1229, Hellin de Wavrin dit l'Oncle, sire de Waziers, fonda des services religieux à célébrer dans sa chapelle castrale ou dans celle située en la moyenne ville, probablement la chapelle Notre-Dame. En 1263, lieu dans la partie de Waziers qui dépendait du Hainaut, la cérémonie du deshéritement fait par Baudouin, empereur de Constantinople, de son comté de Namur entre les mains de la comtesse Marguerite, comme suzeraine pour en adhériter le comte Gui de Flandres. Outre ces trois grands personnages, bon nombre de seigneurs hennuyers y étaient présents »
.